# Eudorella
Eudorella är ett släkte av kräftdjur som beskrevs av Norman 1867. Eudorella ingår i familjen Leuconidae.

## Bildgalleri

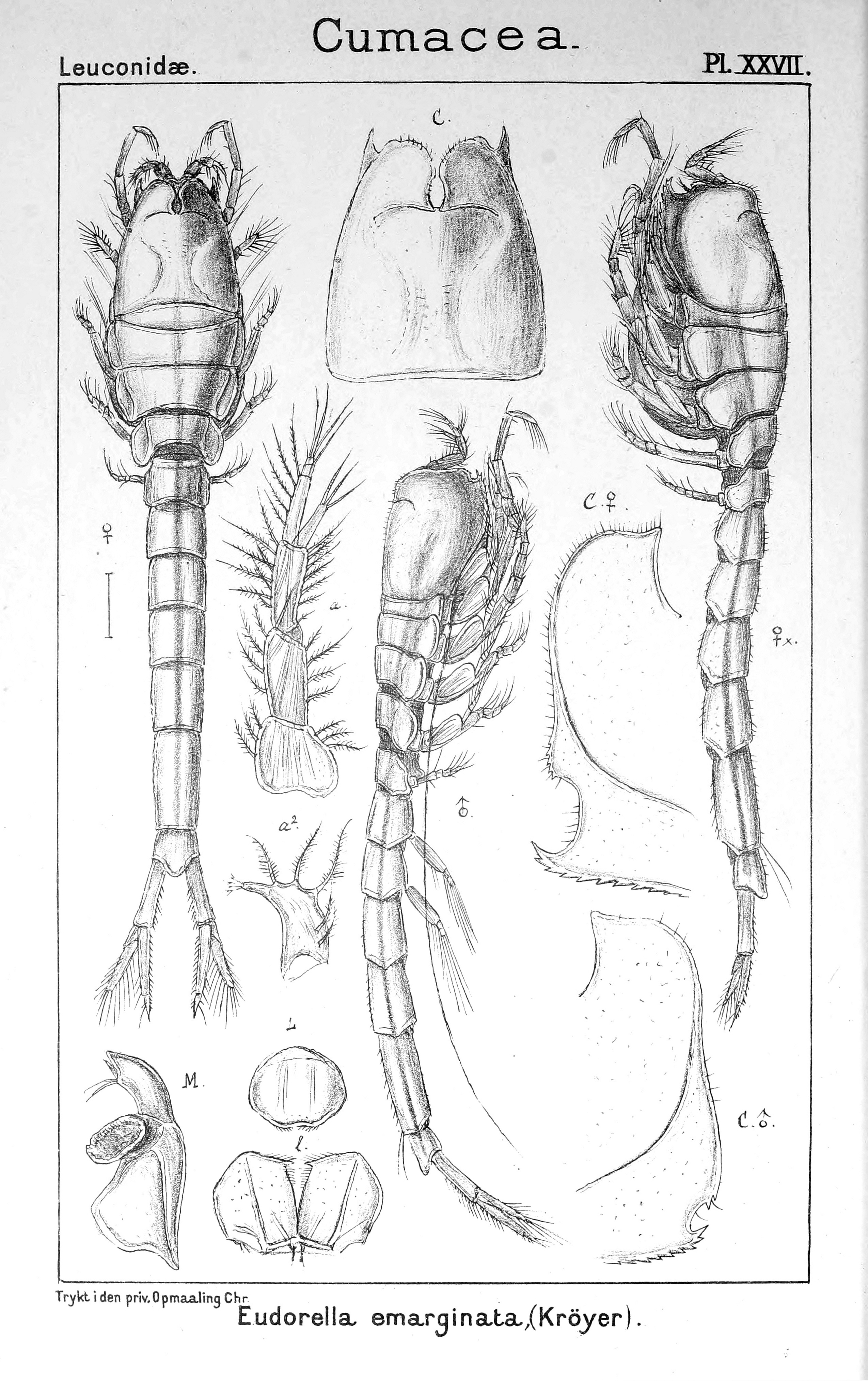
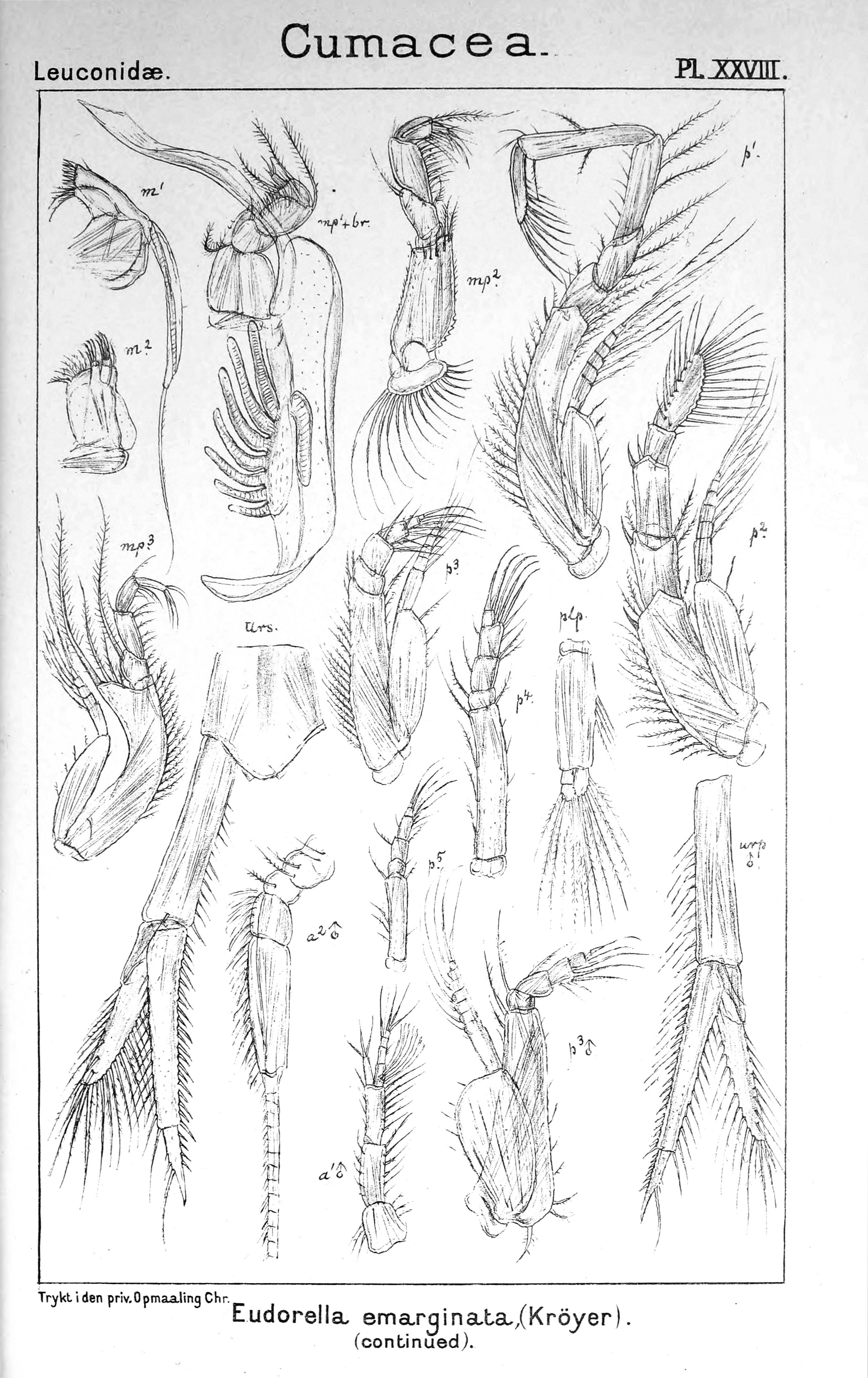
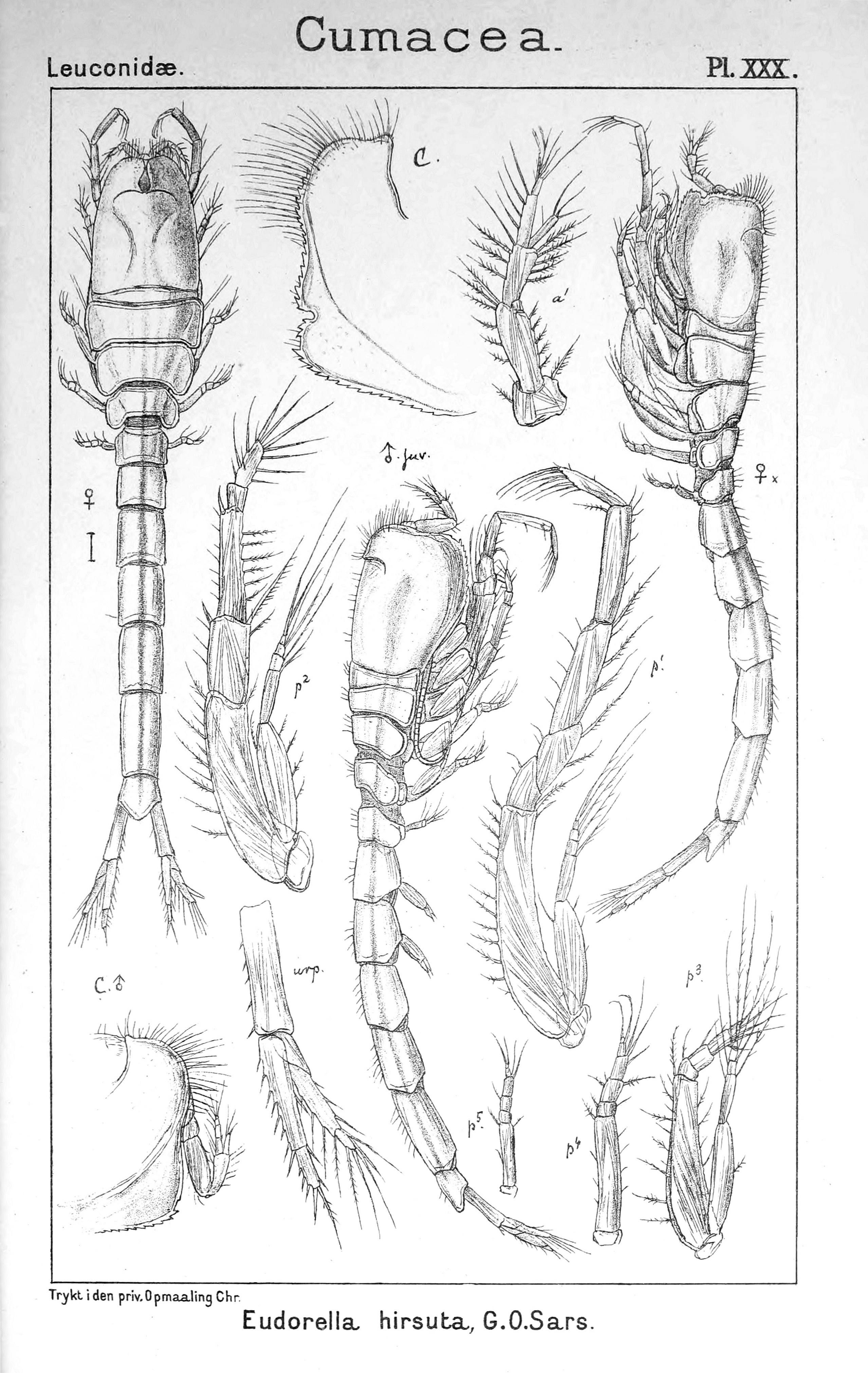
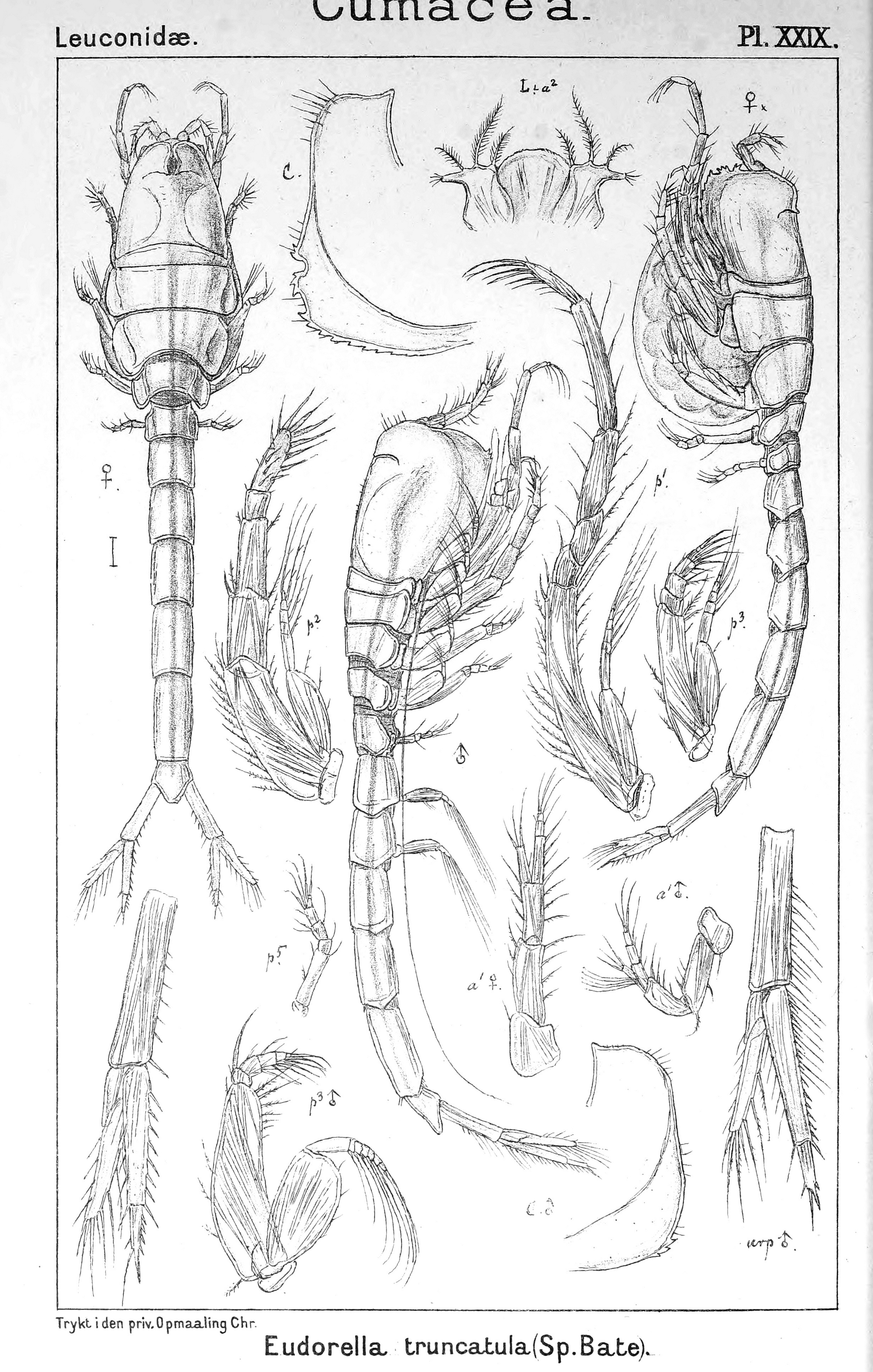

## Dottertaxa tillEudorella, i alfabetisk ordning[1][2]
- Eudorella abyssi
- Eudorella aequiremis
- Eudorella arctica
- Eudorella bacescui
- Eudorella dentata
- Eudorella emarginata
- Eudorella fallax
- Eudorella gottliebi
- Eudorella gracilior
- Eudorella gracilis
- Eudorella groenlandica
- Eudorella hirsuta
- Eudorella hispida
- Eudorella hurleyi
- Eudorella hwanghaensis
- Eudorella intermedia
- Eudorella menziesi
- Eudorella minor
- Eudorella monodon
- Eudorella nana
- Eudorella pacifica
- Eudorella parvula
- Eudorella pusilla
- Eudorella redacticruris
- Eudorella rochfordi
- Eudorella similis
- Eudorella sordida
- Eudorella spitzbergensis
- Eudorella splendida
- Eudorella tridentata
- Eudorella truncatula